# Kabinet nezávislého filmu
Kabinet nezávislého filmu byl brněnský filmový festival, který umožňuje síťování mladých začínajících filmařů, zkušených tvůrců i laické veřejnosti. Mladí autoři zde mají příležitost prezentovat svá díla a zároveň získat reflexi od odborné poroty i návštěvníků, jež probíhá formou diskuse. Kabinet nezávislého filmu je platformou pro interakce všech zmíněných skupin, čímž pomáhá utvářet podobu české nezávislé filmové scény. Akce se snaží vymanit z pout uniformních projekčních sálů a přenáší své vize do prostředí brněnských klubů, kaváren a multikulturních center. Jednotlivé večery jsou dramaturgicky vystavěny v určitém žánru. Diváci se tak už mohli setkat například s černobílým filmem, dramatem, dokumentem či animovaným filmem. Navzdory různorodým tématům je projekt koncipován stále v dualistickém pojetí projekce – diskuse.
Rok 2013 nabídl veřejně přístupnou vzdělávací linii ve formě Akademie nezávislého filmu, jež se konala před zahájením festivalu. Náplní seminářového projektu KNF byly odborné přednášky filmových vědců a erudovaných filmařů. Cílem tohoto programu bylo pomocí seminářů a přednášek přiblížit návštěvníkům celý proces vývoje filmu a autorům dát možnost vyslechnout si konstruktivní kritiku od profesionálů již ve fázi vzniku budoucího díla.
Akce se za dobu jejího trvání zúčastnilo mnoho známých osobností z řad filmových tvůrců, herců a odborníků. Pro příklad lze jmenovat Olgu Sommerovou, Jiřího Mádla, Evu Holubovou, Michala Hrůzu, Milana Cieslara nebo Lukáše Hejlíka (viz dále). Posláním KNF je tvorba živého prostoru pro navazování profesionálních i osobních kontaktů ve filmové branži a oživení brněnského kulturního podhoubí. Celý projekt KNF zaštiťuje od jeho oficiálního počátku zapsaný spolek Kulturárium z. s.

## Historie projektu

### 2010 – Počátek projektu
Začátek projektu je úzce spjat s oborem Management v kultuře na Masarykově univerzitě v Brně. V roce 2010 vypracovala skupina studentů teoretický koncept Kabinetu nezávislého filmu v rámci předmětu Řízení kulturního provozu. Jejich zápal a nadšení vyvrcholilo spontánním nápadem vytvořit „nultý ročník“, aby se ověřil zájem o KNF ze strany publika.
Tématem historicky prvního KNF byly dokumenty FAMU a odehrával se v klubu Sklenick. Hostem večera byl Ladislav Cmíral, režisér a producent, který se ujal i role moderátora. Dále se na křesla čestných hostů posadili spisovatel, dramatik a scenárista Milan Uhde, herečka Simona Peková a herec, scenárista a režisér Břetislav Rychlík. „Nultý ročník“ se shledal s obrovským zájmem diváků, proto se organizátoři rozhodli v projektu pokračovat a dále jej rozšiřovat.

### 2011 – První oficiální ročník
Festival probíhal každou druhou středu od října až do prosince a každý z pěti večerů se odehrával v jiném brněnském klubu. KNF otevíralo svůj program tématem Film a hudba v Trojce, pokračovalo horrorovým večerem v Club Wash, projekcí absolventských filmů v Mersey a širokou ochutnávkou české animované tvorby na Stadecu. Celé dění pak završilo Grande Finale v Metru, kde se promítaly snímky, které si získaly největší oblibu u diváků, a slavnostní večírek zpestřila kapela Tonyc.
První ročník se setkal s velkým zájmem diváků. Koncept čtyř tematických večerů se osvědčil a zaručil, že každá projekce byla jedinečným filmovým zážitkem. V tomto roce se KNF stalo jedním z klíčových a zakladatelských projektů zapsaného spolku Kulturárium z. s.
Jedním z velkých úspěchů prvního ročníku je propojení tvůrce Jana Chramosty s hudebníky Michalem Hrůzou a Vladivojnou La Chiou, pro které pak natočil několik hudebních videoklipů. Na ostravských Ozvěnách Kabinetu nezávislého filmu se spojil režisér Ladislav Plecitý s hercem Jarkem Hylebrantem, kteří spolu natočili již dva filmy (Poslední odměna z roku 2013 a film Zítra z roku 2012).
Na porotcovská a zároveň diskusní křesla KNF usedli filmový teoretik Luděk H. Havel, režisér Milan Cieslar, televizní režisér Jiří Vanýsek, režisér a scenárista Pavel Jandourek, výtvarnice Lucie Lomová, herečka Simona Peková, tvůrce filmové a scénické hudby Varhan Orchestrovič Bauer, producent a střihač Adam Dvořák, kameraman Asen Šopov, Vít Hartek a filmový distributor David Horáček.

### 2012
Druhý ročník znamenal posun hned v několika ohledech. Večery se odehrávaly s odstupem jednoho týdne, každou středu v měsíci říjnu a pouze v Kabinetu múz. Počet diváků značně narostl, a i díky hvězdnému obsazení ročníku se festival dočkal vyšší sledovanosti v médiích. Kmotrem festivalu se stal Jiří Mádl. Festival poctili návštěvou hvězdy jako dokumentaristka Olga Sommerová, televizní dramaturg Marek Hlavica, producent Martin Vandas, herec a režisér Ondřej Kepka, herečka Bára Seidlová, režisér David Súkup, herečky divadla Maléhry, dokumentarista Vít Klusák, herečka Vanda Hybnerová, terapeut Pavel Gregor, režisér a scenárista Zdeněk Tyc, herečka Eva Holubová, producent a režisér Miloslav Šmídmajer, výtvarnice a animátorka Michaela Pavlátová a scenárista a dramaturg Jan Gogola st.
Zatímco předchozí ročník vznikl za podpory Filozofické fakulty Masarykovy univerzity, druhý ročník vděčí zčásti za svou existenci podpoře ze strany Magistrátu města Brna a Nadace Vodafone.

### 2013
KNF pro ročník 2013 přinesl novinku v podobě jednorázového projektu Akademie nezávislého filmu (proběhlo 25. září). Před vlastním zahájením měla tak široká veřejnost i odborníci možnost navštívit semináře a přednášky zkušených profesionálů z branže. Workshop „Od námětu k synopsi“ vedl lektor Vladimír Fanta. Cílem tohoto scenáristy a dramaturga bylo zbavit autora „profesní slepoty“ a pomoci mu ujasnit si, jaký film chce vytvořit a pro jakého diváka. Během tříhodinového kurzu došlo k rozebrání námětů bývalých účastníků festivalu Jonáše Vacka, Josefa Blažka a nováčka Igora Petríka. Semináře „Kreativní produkce“ se se svými kolegy zhostila scenáristka a dramaturgyně Kamila Zlatušková.
Projekt KNF byl stejně jako v roce 2012 realizován za podpory Nadace Vodafone Česká republika. Samotný festival byl odstartován žánrovým večerem s názvem Dokumentární portrét. Na porotcovská křesla usedly režisérky Jitka Němcová a Alena Hynková a herečka Kateřina Macháčková. Čestnými hosty během večera dramatu byli herečky Bára Seidlová, Daniela Zbytovská, Nikola Zbytovská, herec Jarek Hylebrandt, dramatik a scenárista Milan Uhde a filmař David Havran Spáčil. Na černobílý film zavítali hudebník a metafyzický básník Petr Váša, režisér Eugen Sokolovský ml. a scenárista Roman Vávra. Happy-end si nenechali ujít na pozici hodnotitelů a kritiků herečka Lucie Zedníčková, režisérka Tereza Kopáčková-Vrabelová, producent Jan Vrabel a režisér Josef Strubl.
Akce neustále přináší impulsy k navazování spolupráce, díky nimž úspěšně kooperují třeba i Michal Sikora s Janem Hubáčkem. Tito autoři se v současné době spojili s Vladimírem Fantou a vytvářejí povídkový film Uživatelé.
Během čtvrtého roku své existence se festival snažil rozvíjet povědomí o neprobádaných sférách české kinematografie, i s přesahy do zahraniční. Projekt se mohl pod křídly zapsaného spolku Kulturáriu opět těšit podpoře ze strany Nadace Vodafone Česká republika. Bezprostřední kontakt návštěvníků s autory filmových počinů posouvá Kabinet na edukační rovinu. Příjemné zázemí poskytl letošnímu Kabinetu čerstvě zrekonstruovaný klub nacházející se v suterénu funkcionalistického hotelu Slovan, za jehož návrhem stojí světově proslulý architekt Bohuslav Fuchs.

### 2014
Čtvrtý ročník, vymezující se daty 8.–29. října 2014, nebyl ochuzen o zvučná jména. Pro zahraniční publikum organizátoři zavedli anglické titulky. Hodnocení snímků pod hlavičkou večera V pohybu se zúčastnila herečka Zuzana Slavíková, herec Lukáš Hejlík a dramaturg Petr Oslzlý. Animovaný film komentoval herec Miloslav Mejzlík a filmový teoretik Luděk Havel. Na téma Dokument zavítali festival podpořit dokumentaristka Helena Třeštíková a dramaturg kina Art Miroslav Maixner.
Ačkoli Kabinet není festivalem soutěžním, již tradičně se divácky nejoblíbenější snímky promítaly na závěrečném večeru nesoucím název Grande finale. Taneční film Split Structure, natočený Kristýnou Bartošovou v rámci workshopu Dance for Camera films na Famufestu 2013, uspěl u diváků večera V pohybu. Snímek zaujal především jedinečnou kompozicí, nápaditou choreografií a jemně laděnou barevností. Na pomyslné špičce animovaného ledovce se usadily filmy dva: Nový druh Kateřiny Karhánkové a Ty se máš!  Zuzany Brachaczkové. Zatímco druhý snímek zpracovaný na motivy bajky bodoval díky vtipnému provedení, první zmíněný díky poeticky podanému světu dětské fantazie. Nejvíce diváckých ohlasů sklidil třetí večer počin Kristýny Bartošové Pod lampou je tma zaznamenávající napjaté vztahy mezi radnicí v Josefově a místní romskou komunitou.

## Čestní hosté

### 2010
- režisér a producent Ladislav Cmíral
- spisovatel, dramatik a scenárista Milan Uhde
- herečka Simona Peková
- herec, scenárista a režisér Břetislav Rychlík

### 2011
- hudebník Michal Hrůza
- zpěvačka Vladivojna La Chia
- filmový teoretik Luděk Havel
- režisér Milan Cieslar
- televizní režisér Jiří Vanýsek
- režisér a scenárista Pavel Jandourek
- výtvarnice Lucie Lomová
- herečka Simona Peková
- tvůrce filmové a scénické hudby Varhan Orchestrovič Bauer
- filmový teoretik Luděk H. Havel
- producent a střihač Adam Dvořák
- kameraman Asen Šopov
- tvůrce Vít Hartek
- filmový distributor David Horáček

### 2012
- herec Jiří Mádl
- dokumentaristka Olga Sommerová
- televizní dramaturg Marek Hlavica
- producent Martin Vandas
- herec a režisér Ondřej Kepka
- herečka Bára Seidlová
- režisér David Súkup
- herečky divadla Malé hry - Daniela Zbytovská a Nikola Zbytovská
- dokumentarista Vít Klusák
- herečka Vanda Hybnerová
- terapeut Pavel Gregor
- režisér a scenárista Zdeněk Tyc
- herečka Eva Holubová
- producent a režisér Miloslav Šmídmajer
- výtvarnice a animátorka Michaela Pavlátová
- scenárista a dramaturg Jan Gogola st.

### 2013
- režisérka Jitka Němcová
- režisérka Alena Hynková
- herečka Kateřina Macháčková
- herečka Bára Seidlová
- herečka Daniela Zbytovská
- herečka Nikola Zbytovská
- herec Jarek Hylebrandt
- dramatik a scenárista Milan Uhde
- filmař David Havran Spáčil
- hudebník a metafyzický básník Petr Váša
- režisér Eugen Sokolovský ml.
- scenárista Roman Vávra
- herečka Lucie Zedníčková
- režisérka Tereza Kopáčková-Vrabelová
- producent Jan Vrabel
- režisér Josef Strubl

### 2014
- herec Lukáš Hejlík
- herečka Zuzana Slavíková
- dramaturg Petr Oslzlý
- dramaturg Miroslav Maixner
- herec Miloslav Mejzlík
- filmový teoretik Luděk Havel
- dokumentaristka Helena Třeštíková

## Seznam prezentujících tvůrců

### 2011
Film a hudba
- Miloš Kameník: Já (videoklip pro Lajky); Z vany ven (videoklip pro Lajky)
- Jan Chramosta: Tata bojs & Ahn trio: Smetanatour2008; Polarity (videoklip pro Imodium), Keep your hands of my girl (videoklip pro Top dream company); Lollipop (videoklip pro Jelení loje)
- Michela Pánková: Umění zapomínat
- Aneta Beránková: El Camino
- Jakub Venglář: The Musician
- Kateřina Mikulcová: Vydra

Horror
- Ondřej Moučka: Abatyše
- Josef Blažek: Casa Carnivora
- Aneta Beránková: Genius Loci
- Robin Kašpařík: Seance
- M. Kupilík, D. Sedláček, M. Hladík, P. Novák: Hranice
- Jan Haluza: Woodstroke
- Jaroslav Čížek: Rozvod mrtvých

Absolventský film
- Michal Sikora: Abroad you can
- Jan Chramosta: Malá pražská víla
- Jonáš Vacek: Janek a Anežka
- Petr Pánek: HELLe

Animace
- Veronika Szemlová: Nesejdeš z cesty
- Martin Živocký: Čoud; Měsíc; Případ
- Petra Uhrincová: Yuki
- Iveta Stehlíková: Eduard
- Dita Krčová: Na palouku; Chrrr (videoklip pro The Tap Tap); Srdcová dáma
- Tomáš Vynikal: Poslední blboun
- Ivana Rovenská: Mesiac

### 2012
Pohádka
- Vítězslav Ureš: Myška Kyška a myška Hryžka, Pohádka o princezně Žravěně
- Martin Marek: Kovář z černého lesa
- Jan Hubáček: Romance rytířské doby
- Eva Skurská: Království příborů

Dokument
- Pavel Lukáš: Příběh nemocné duše
- Veronika Mikalová: Roxanne
- Tereza Bílová: Cesta domů

Eko, bio, social
- Jan Papoušek: Česká Granada
- Petr Kotrla: Krev a pýcha
- Zuzana Dubová: Rajče on the road

Komedie
- Miroslav Kolárik: Legoist
- Jan Pachta: Ondřejovský masakr 6 (Hija de afiliador de tijeras)
- Jakub Machala: Dřepy v peří
- Aneta Beránková: Problémy

### 2013
Dokumentární portrét
- Ľubica Krajňáková: Sluníčko
- Mária Brnušáková: Miluj ma, prosím
- David Lichtag: Můj dědeček
- Dominik Jursa: Žena, ktorá chránila stromy

Drama
- Ladislav Plecitý: Zítra
- Zdeňka Sitová: Jana
- Jan Haluza: Bady
- Jan Palacký: BKA 49 - 77

Černobílý film
- Robin Lipo: Krok po kroku
- Ivor Bauer: Bordel Advocaat
- Jan Haluza: Trable s trumpetou
- Filip Kilián: Zkažená siesta
- Tereza Kovářová: Hra na hru

Happy end
- Tereza Pospíšilová: Kočky
- Marek Ciccotti: Velkej Honza
- Jiří Fabík: Dům 66b
- Hana Kotlářová: Romeo a Julie

### 2014
V pohybu
- Ladislav Plecitý: Poslední odměna
- Kristýna Bartošová: Split Structure
- Gerard McKenzie: Dead Cold
- Soňa Jelínková: Sličná tvář

Animovaný film
- Pavel Soukup, Josef Blažek: Třída smrti
- Zuzana Brachaczková: Ty se máš
- Kateřina Karhánková: Nový druh
- Hana Kotlářová: Lovebook
- Veronika Gotlichová: První rybka

Dokument
- Marek Ciccoti: 5 Kč
- Kristýna Bartošová: Pod lampou je tma
- Martina Malinová: Nepokradeš
- Viktor Portel: Radokova Trojská válka